# Cariri do Tocantins
Cariri do Tocantins es un municipio brasileño del estado del Tocantins. Se localiza a una latitud 11º53'27" sur y a una longitud 49º09'40" oeste, estando a una altitud de 295 metros. Su población estimada en 2004 era de 3 100 habitantes.
Posee un área de 1066,6 km².